# Pisídice (hija de Eolo)
Pisídice (Πεισιδίκη, Peisidíkē) en la mitología griega, era una de las hijas de Eolo y Enárete. Según la Biblioteca mitológica tenía siete hermanos: Creteo, Sísifo, Atamante, Salmoneo, Deyoneo, Magnes y Perieres; además de cuatro hermanas: Cánace, Alcíone, Cálice y Perimede. Otras fuentes añaden a otros célebres hermanos en diferentes contextos, como Macareo, Arne o Tanagra. Se dice que a Pisídice, Mirmidón, el de violenta fuerza, hizo su esposa. Alumbró entonces ella a Ántifo y a Áctor como sus hijos. Otros hijos de Mirmidón sin especificarse la consorte fueron Erisictón, Diopletes, Eupolemía e Hiscila. La rama Eólida de la descendencia de Pisídice en la mitografía culmina en las figuras de Peleo —como rey de Ftía— y Menecio —como padre de Patroclo, el mejor de los mirmidones—.